# Daesul-myeon
Daesul-myeon (koreanska: 대술면) är en socken i Sydkorea.  Den ligger i kommunen Yesan-gun i provinsen Södra Chungcheong, i den centrala delen av landet, 100 km söder om huvudstaden Seoul.